# Otryby

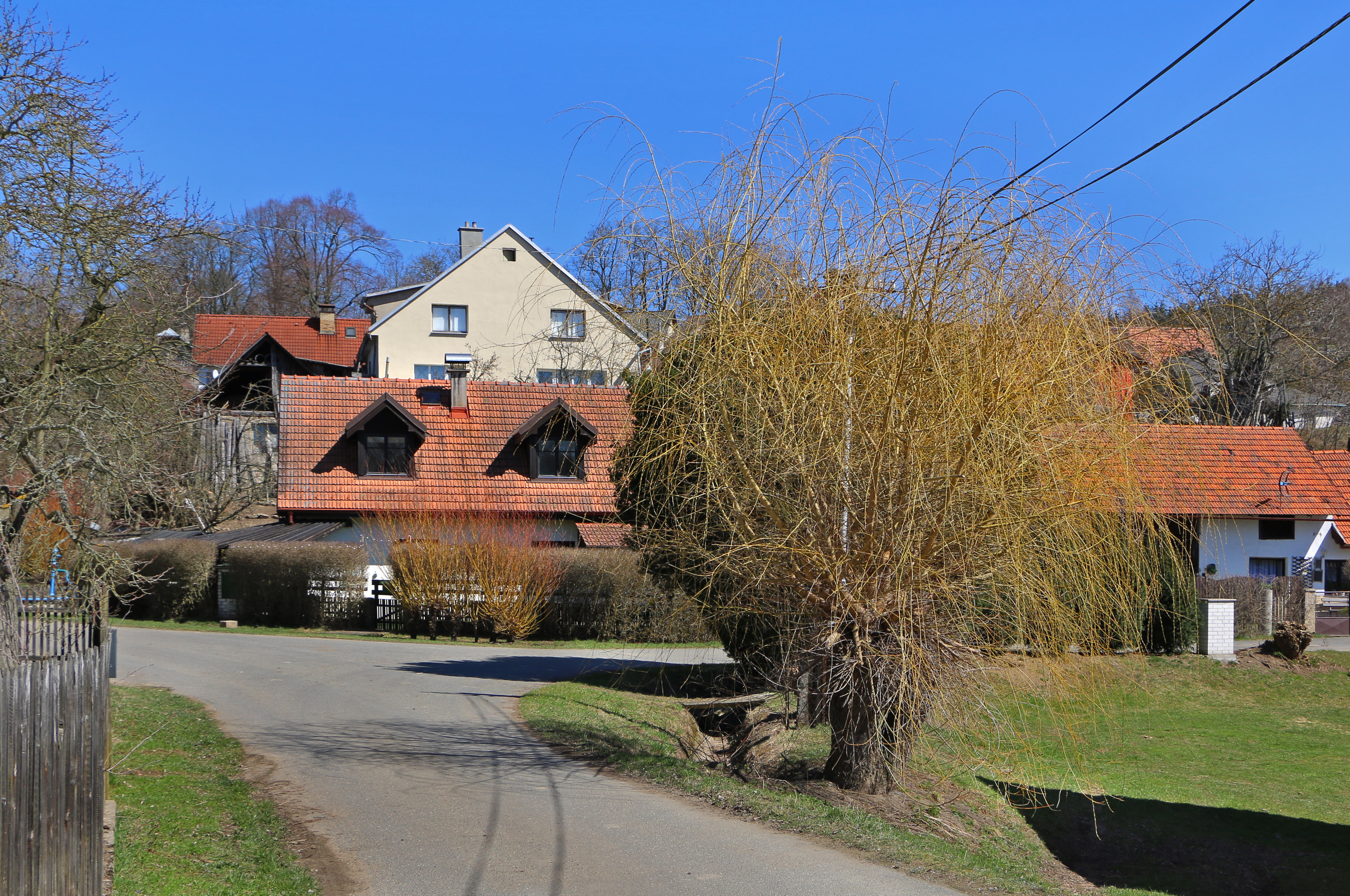
Unterdorf von Otryby

Otryby (deutsch Wotrib) ist ein Ortsteil der tschechischen Gemeinde Soběšín. Das Dorf liegt im mittelböhmischen Bezirk Kutná Hora, etwa 50 Kilometer südöstlich von Prag. Sehenswürdigkeiten sind die Kirche des Heiligen Gallus (Svatý Havel), die Reste einer Burg bei Haus Nr. 16, möglicherweise der Stammsitz der Ritter von Wotrib, sowie der Hradek-Felsen südöstlich des Dorfes. Der Orientalist, Theologe und Forschungsreisende Alois Musil zog sich nach seiner Emeritierung 1938 auf sein Gut in Otryby zurück, wo er 1944 starb.